# Ural Airlines
A Ural Airlines é uma companhia aérea da Rússia.

## Frota

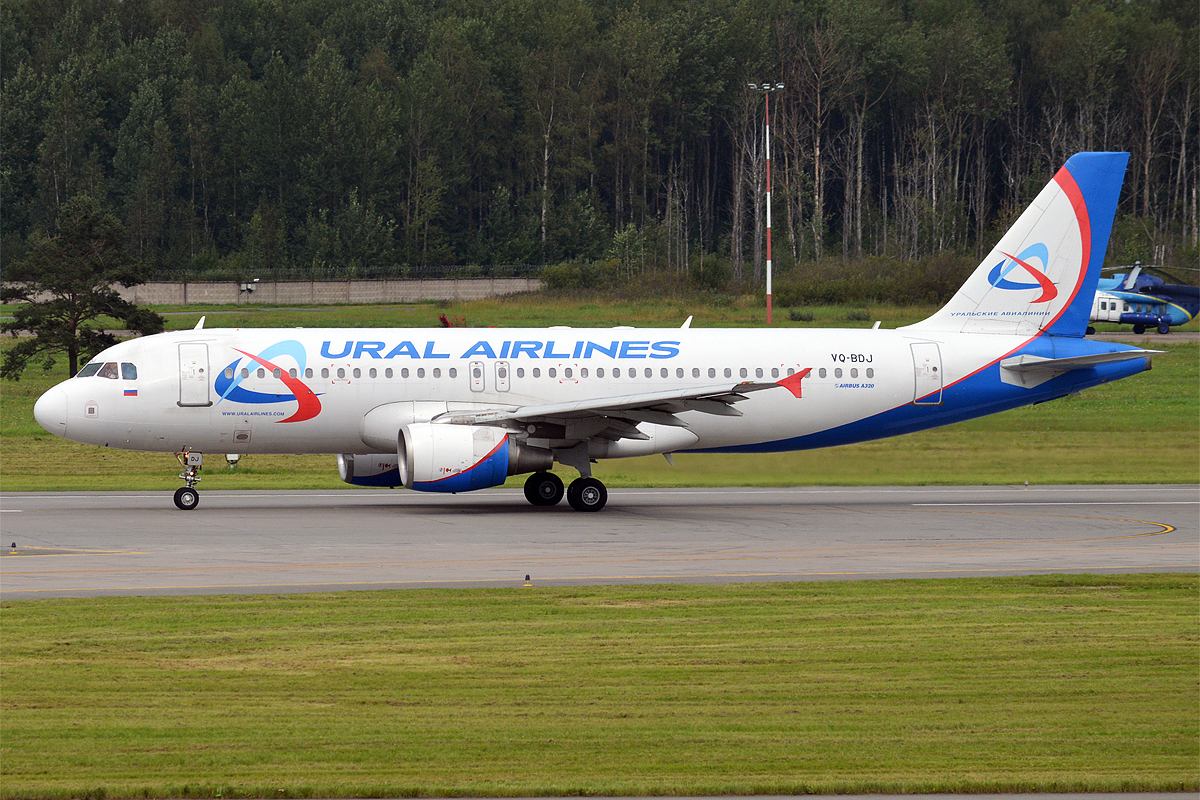
Airbus A320 da Ural Airlines.

Em agosto de 2016.
- 7 Airbus A319-100
- 19 Airbus A320-200
- 11 Airbus A321-200